# Longiprostatum rickettsi
Longiprostatum rickettsi är en plattmaskart. Longiprostatum rickettsi ingår i släktet Longiprostatum och familjen Cryptocelidae. Inga underarter finns listade i Catalogue of Life.